# Tarachina schultzei
Tarachina schultzei är en bönsyrseart som beskrevs av Heinrich Hugo Karny 1908. Tarachina schultzei ingår i släktet Tarachina och familjen Iridopterygidae. Inga underarter finns listade i Catalogue of Life.